# Anna Ruchat

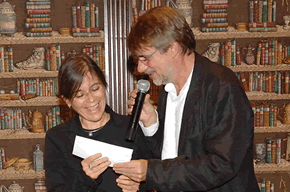
Anna Ruchat (links) mit Ricky Tognazzi.

Anna Ruchat (* 1959 in Zürich) ist eine Schweizer Schriftstellerin und Übersetzerin (u. a. von Thomas Bernhard, Paul Celan, Nelly Sachs). Sie wurde 2019 mit dem Schweizer Literaturpreis ausgezeichnet. Ihr Debüt gab sie 2004 mit dem Erzählband In questa vita, für den sie in Italien den Publikumspreis Premio Chiara und in der Schweiz den Schillerpreis erhielt.

## Leben
Anna Ruchat wurde 1959 in Zürich als Tochter des Militärpiloten André Ruchat und der Architektin Flora Ruchat-Roncati geboren. Sie wuchs im Tessin und in Rom auf und studierte Philosophie und deutsche Literatur in Pavia und Zürich. Bereits vor ihrem ersten Geburtstag, im Jahr 1960 starb ihr Vater in Meiringen beim Absturz seines Kampfjets. Als Anna Ruchat 16 Jahre alt war, zog sie mit ihrer Mutter, zu der sie eine sehr enge Beziehung hatte, nach Rom. Dem dramatischen Verlust ihres Vaters näherte sich die Schriftstellerin 50 Jahre später poetisch und dokumentarisch im Erzählband Volo in ombra (dt. Schattenflug). Der abwesende Vater ist auch in anderen ihrer Erzählungen als Leitmotiv zu finden. Bevor Anna Ruchat im Jahr 2004 mit dem Erzählband In questa vita (dt. Die beiden Türen der Welt) ihr Debüt als Schriftstellerin gab, arbeitete sie lange Zeit als Übersetzerin (u. a. von Thomas Bernhard, Paul Celan, Nelly Sachs, Friedrich Dürrenmatt, Victor Klemperer Mariella Mehr, Kathrin Schmidt und Norbert Gstrein). Sie lebt heute in Pavia und unterrichtet neben ihrer Tätigkeit als Schriftstellerin an der Europäischen Übersetzerschule in Mailand.

## Rezeption
Für ihr Buch Gli anni di Nettuno sulla terra wurde Anna Ruchat mit dem Schweizer Literaturpreis ausgezeichnet. Die Jury bezeichnete ihre Kurzgeschichten als herausragende Beispiele der Micro- oder Biofiction in der aktuellen europäischen Literatur. Anna Ruchat wird für ihre präzise und verdichtete Sprache, die an Paul Celans Lyrik erinnert, sowie ihre "raffinierte Genauigkeit" gelobt.

## Auszeichnungen
- Premio Chiara 2005 (In questa vita. Casagrande, Bellinzona 2004)
- Schillerpreis 2005[17] (In questa vita. Casagrande, Bellinzona 2004)
- Schweizer Literaturpreis 2019 (Gli anni di Nettuno sulla terra. Ibis, Como 2018)

## Werke
- In questa vita. Casagrande, Bellinzona 2004, 90 Seiten.
- Die beiden Türen der Welt. Vier Erzählungen, übersetzt von Franziska Kristen, Rotpunkt Verlag, Zürich 2006, 107 Seiten.
- Volo in ombra. Quarup Editrice, Pescara 2010, 69 Seiten.
- Schattenflug. Übersetzt von Maja Pflug und Jacqueline Aerne, Limmat Verlag, Zürich 2012, 93 Seiten.
- Il malinteso. Ibis, Como 2012, 55 Seiten.
- Binomio fantastico. Di Felice, Martinsicuro 2014, 57 Seiten.
- Gli anni di Nettuno sulla terra. Ibis, Como 2018, 127 Seiten.
- Neptunjahre. Erzählungen, übersetzt von Barbara Sauser, Limmat Verlag, Zürich 2020, 140 Seiten.